# روبرت روزنر
روبرت روزنر (بالإنجليزية: Robert Rosner)‏ (و. – م) هو عالم فلك من الولايات المتحدة الأمريكية.